# ミワンワリー飛行場
ミアンワリー飛行場（ミアンワリーひこうじょう,Mianwali Airbase）とは、
パキスタン,ミワンワリーにあるパキスタン空軍の飛行場である。